# Heracleum villosum
Heracleum villosum är en flockblommig växtart som beskrevs av Fisch. och Spreng.. Heracleum villosum ingår i släktet lokor, och familjen flockblommiga växter. Inga underarter finns listade i Catalogue of Life.